# Filippo Strozzi
Filippo Strozzi, nato Giovan Battista (Firenze, 4 gennaio 1489 – Firenze, 18 dicembre 1538), è stato un politico, condottiero e banchiere italiano, il più importante esponente della famiglia Strozzi nel Rinascimento.

## Biografia

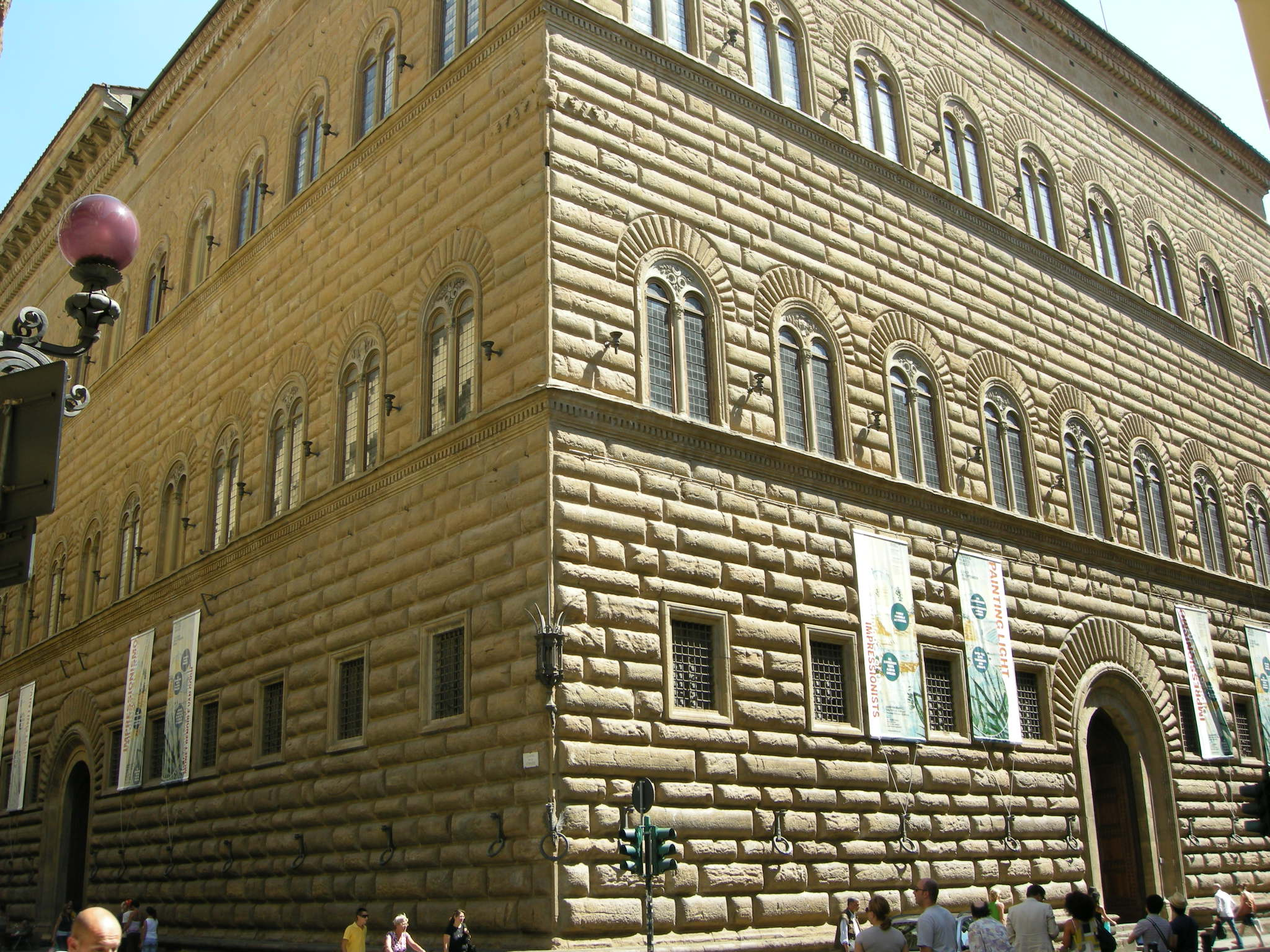
Firenze, Palazzo Strozzi

### L'ascesa
La madre Selvaggia Gianfigliazzi decise di ribattezzare il piccolo Giambattista con il nome del padre, da allora detto Filippo Strozzi il Vecchio, morto due anni dopo la sua nascita (1491). Fu fratello dello scrittore Lorenzo Strozzi.
Tesoriere pontificio a Ferrara nel 1513, commissario di Pistoia nel 1515, membro dei XIII Riformatori e Senatore dal 1532, aveva il carisma di un capo e spesso i fiorentini si rivolgevano a lui per consigli e arbitraggi, essendo ricevuti nel magnifico Palazzo Strozzi, iniziato da suo padre su progetto di Benedetto da Maiano e fatto completare da lui nel 1534. La sua esperienza e lungimiranza in campo economico fu straordinaria: con le sue intuizioni batteva gli avversari sul tempo e riuscì ad aumentare ulteriormente l'immenso patrimonio familiare.
Il contrasto con i Medici nacque in maniera quasi "naturale", con i suoi componenti che come lui volevano il primato economico e politico sulla città. Se però la fortuna dei Medici viveva momenti di alti e bassi dopo la scomparsa di Lorenzo il Magnifico, si pensi alla cacciata di Piero il Fatuo del 1494, la stella di Filippo Strozzi brillava allora come non mai con un successo commerciale senza confronti.

### Il matrimonio
La tregua tra le due famiglie fu sancita dal matrimonio di Filippo proprio con la figlia di Piero, Clarice de' Medici, che sposò nel 1508. In quel periodo i Medici erano esiliati fuori da Firenze e se Filippo rischiò subendo la stessa condanna, si pensa che il suo gesto fosse dettato da vero amore verso la fanciulla piuttosto che da interesse.
Da Clarice ebbe dieci figli:
- Piero Strozzi (1511 - 1558). Condottiero e maresciallo di Francia, sposò Laudomia di Pierfrancesco de' Medici, con discendenza legittima e non;
- Maria Strozzi (nata il 13 agosto 1514, morta fra il 1551 e il 1575). Sposò Lorenzo Ridolfi nel 1529;
- Leone Strozzi (1515 - 1554). Cavaliere di Malta, celibe e senza discendenza;
- Luisa "Luigia" Strozzi (morta il 5 dicembre 1534). Sposò Luigi Capponi nel 1533, senza discendenza;
- Roberto Strozzi (12 ottobre 1520 - 1566). Barone di Collalto, sposò Maddalena di Pierfrancesco de' Medici, con discendenza;
- Maddalena Strozzi (1521-1596). Sposò Flaminio dell'Anguillara nel 1538;
- Giulio Strozzi (1522 - 14 dicembre 1537). Morì adolescente a Padova;
- Lorenzo Strozzi (1523 - 1571). Cardinale;
- Vincenzo Strozzi (morto a Roma nel 1537). Era considerato insano di mente, e per questo rimase celibe;
- Alessandro Strozzi (morto il 31 ottobre 1541, probabilmente morto in giovane età), celibe e senza discendenza.

Dopo pochi mesi comunque egli poteva già rientrare a Firenze con la condanna sospesa.
Con il ritorno dei Medici nel 1512, ottenne incarichi politici importanti, comunque la situazione fu buona finché visse suo cognato Lorenzo Duca di Urbino, allora Signore della città.

### La rottura con i Medici
Dopo il 1519 presero infatti il comando della città due individui che delusero lui e tutta la città: il cardinale Ippolito e, soprattutto, il terribile Duca Alessandro de' Medici.
Filippo fece l'errore di non tenere a freno il suo malumore verso i nuovi "Signori": egli era un fautore dell'oligarchia di primati, che conducessero la città dall'alto della loro sapienza, una visione inconciliabile con l'assolutismo e la barbarie del Duca Alessandro. Suo figlio Piero Strozzi, uno dei fiorentini più ricchi, non mancava di salutare Alessandro con un certo dileggio, lui che grazie alla sua solida ricchezza viveva da nababbo, circondato sempre da una corte di amici, tutti eleganti e raffinati, sembrava il vero metro di paragone contro Alessandro. E dopotutto Piero era figlio di Clarice de' Medici, e andava in giro dicendo che lui era il vero Medici, non quel figlio di serva che era il Duca Alessandro: una pretesa di potere da parte sua non era poi così impensabile, ora che si comportava come un nuovo Lorenzo il Magnifico.
In questo clima teso arrivarono alle orecchie di Papa Clemente VII, il vero burattinaio che muoveva i fili di Firenze e molto probabilmente padre dello stesso Alessandro, le parole di Filippo Strozzi che diceva, tra l'altro, come la città fosse ora guidata da due "muli", che trionfavano al posto dei "cavalli di razza". Queste espressioni fecero infuriare il papa che ammonì Strozzi: sua moglie Clarice era morta nel 1528 e ora che non era nemmeno più parente doveva tenere a freno certe opinioni.
Nel 1527 Filippo infatti aveva promosso il secondo bando dei Medici (la "terza cacciata"). Nel 1530, dopo la restaurazione definitiva, si riavvicinò al duca Alessandro, il quale però lo esiliò poi a Venezia (1532).

### L'esercito degli esuli fiorentini
Filippo e la famiglia decisero di auto-esiliarsi dalla città, per non incorrere in uno di quegli scatti di brutalità che resero tristemente famoso Alessandro, magari venendo imprigionati e forse uccisi. A Roma Filippo educava nella sua casa Caterina, la futura regina di Francia. Nel suo palazzo romano inoltre accolse Lorenzino de' Medici e forse fu proprio lui a istruirlo, o per lo meno ad assecondarlo nel suo progetto di liberarsi del tirannico Alessandro.
Sempre più schierato contro i Medici, era in prima linea sul fronte degli esuli fiorentini, che egli consultava mettendo su una vera e propria fazione antimedicea esterna a Firenze. Dopo l'assassinio del Duca Alessandro (1537), Lorenzino, il responsabile, si volle consultare proprio con Filippo per primo, e lo Strozzi, oltre che ospitarlo, lo istruì su dove fuggire, cercando riparo anche da Caterina de' Medici, nel frattempo partita per la Francia, che non era affatto rattristata della morte del dispotico e scomodo parente.
Nel 1537 quindi Filippo decise di passare all'azione: radunò un esercito a spese degli esuli e si mise al suo comando, marciando dalla Francia su Firenze. Non mancavano in Filippo le perplessità sulla necessità dell'intervento militare. Una lettera di Maria Salviati, moglie dello scomparso Giovanni delle Bande Nere lo rassicurava che suo figlio, Cosimo, scelto per succedere ad Alessandro, avrebbe pensato lui a fare giustizia e lo pregava quindi di attendere. Nonostante ciò le pressioni interne alla fazione erano diventate insostenibili e si decise di procedere con l'attacco. Una lettera di Giovan Battista Strozzi invece lo rassicurava che l'azione aveva l'appoggio dei reali di Francia, quindi si decise di procedere. Il diciottenne Cosimo intanto a Firenze stava guadagnandosi il consenso della città ed al suo comando si era arruolato un discreto numero di soldati, pronti a marciare contro quelli che venivano visti come degli invasori.
A Sestino le truppe degli esuli hanno un primo malaugurante smacco, con una battaglia persa contro contadini male armati, durante la quale morì Niccolò Strozzi.
Arrivati sul campo presso Montemurlo i due eserciti si scontrarono il 1º agosto 1537. Quello di Cosimo era ben più numeroso e organizzato, grazie anche all'aiuto dato da milizie spagnole, ed ebbe la meglio in maniera schiacciante.
Filippo venne catturato e imprigionato nella Fortezza di San Giovanni Battista, conosciuta a Firenze come Fortezza da Basso. Sebbene Filippo sapesse dei suoi figli salvi, prima a Venezia e poi in Francia, la prigionia fu per lui insostenibile, probabilmente segnata anche da torture. Non è chiara la sua fine, se per suicidio o per mano di sicari di Cosimo, in ogni caso Filippo Strozzi morì in carcere il 18 dicembre 1538.